# Acanthogorgia gracillima
Acanthogorgia gracillima är en korallart som beskrevs av Kükenthal 1909. Acanthogorgia gracillima ingår i släktet Acanthogorgia och familjen Acanthogorgiidae. Inga underarter finns listade i Catalogue of Life.